# Jean Ier de Ray
Jean Ier de Ray (né Jean de la Roche), sire de Ray, est fils d'Othon V de la Roche et de Marguerite de Tilchâtel. Il abandonne les armes des La Roche-sur-Ognon pour celles des Ray, « de gueules au rais d'escarboucle fleuronné d'or ».

## Biographie
Jean de Ray est cité dans la Charte de Nauplie de 1251.
En 1252, il donne un homme à l’abbaye de la Charité, une abbaye cistercienne fondée en 1133, sise à Neuvelle-lès-la-Charité en Haute-Saône. Elle abrita les tombeaux de la maison de Ray.
En janvier 1258, il décharge le comte Hugues de Chalon et la comtesse Alix des dettes contractées envers son père Othon II par le comte Othon IV de Méranie.
Il teste en 1263. 

## Postérité
En 1251, il épouse Yolande de Choiseul,, fille de Renard II de Choiseul et d'Alix de Dreux. Elle se marie en secondes noces avec Étienne, sire d'Oiselay, avec lequel elle est nommée dans une charte de l'abbaye de la Charité, de l'an 1274. Elle mourut le 5 décembre 1310, et fut inhumée en l'abbaye de la Charité, avec cette épitaphe : « Hic jacet Domina Yoland de Choisuel, Domina d'Oiselet, requiescat in pace ».
Ils eurent comme enfants:
- Othenin de Ray[5], (? - 1298[6]), époux de Guillemette, fille de Jean Ier de Faucogney et de Helvis de Joinville.
- Richard de Ray, official de Besançon, 1294.
- Guillaume de Ray, seigneur d’Argillières et de Rupt, époux d'Isabeau de Rupt.
- Alix de Ray, épouse d'Hugues[7] (ou Thiébaud[8]) de Rougemont, puis d'Hugues de Vergy, sire de Belvoir sous le nom d'Hue II de Belvoir.
- Gauthier de Ray, seigneur de Bétoncour, surchantre de l’église d’Athènes et évêque de Négrepont, mort le 21 septembre 1313, inhumé en l’abbaye de Bèze.
- Yolande (ou Isabelle) de Ray, épouse de Pierre de Montferrand.